# Paiol de pólvora

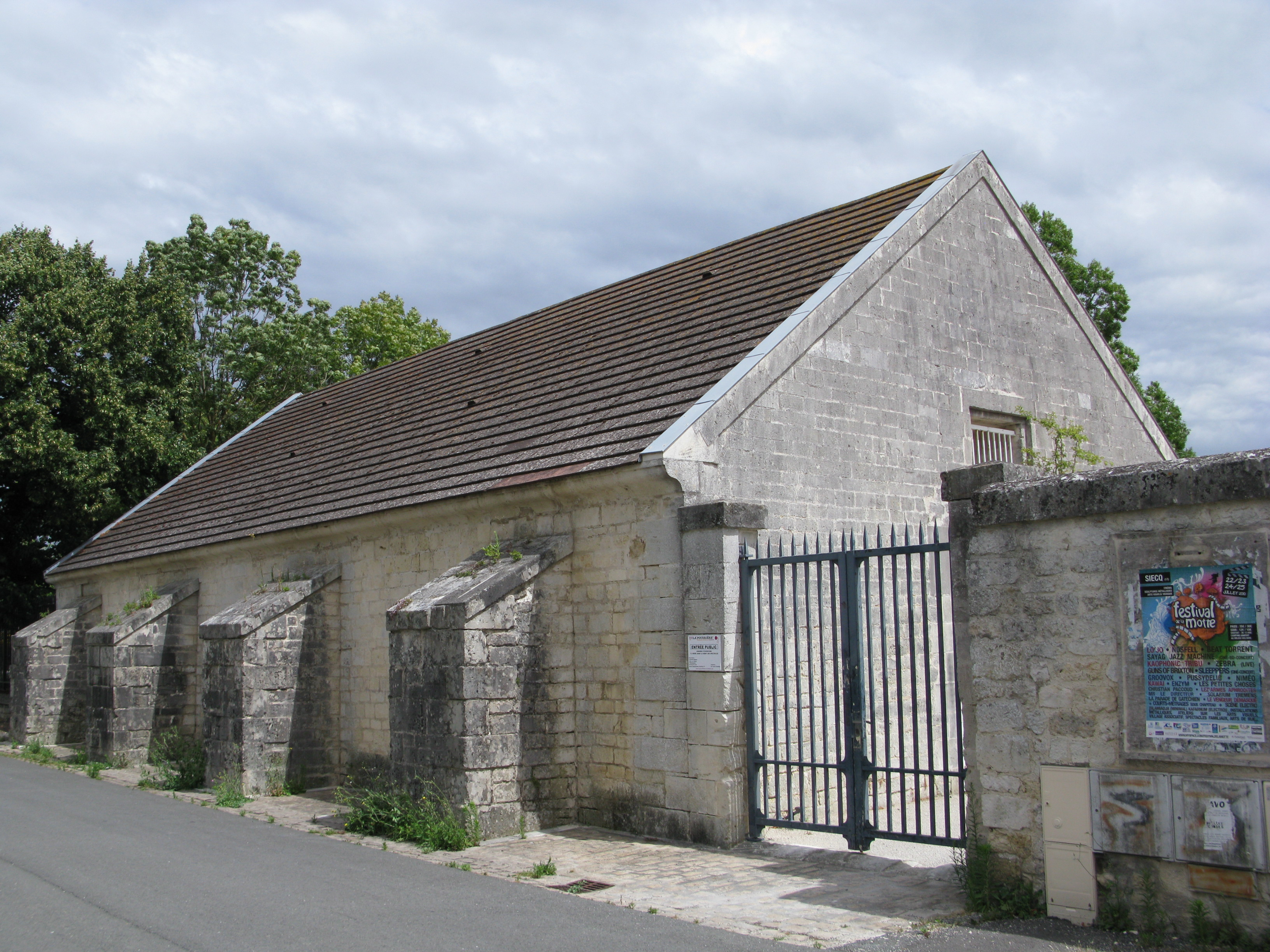
O paiol de pólvora de Rochefort.

Um paiol de pólvora, por definição, era um tipo específico de paiol, projetado para armazenar pólvora, normalmente em barris de madeira, por questão de segurança. A maioria dos paióis de pólvora eram puramente funcionais e normalmente ficavam em locais remotos e seguros. Eles são os sucessores das primeiras torres e casas de pólvora.

## Riscos e perigos

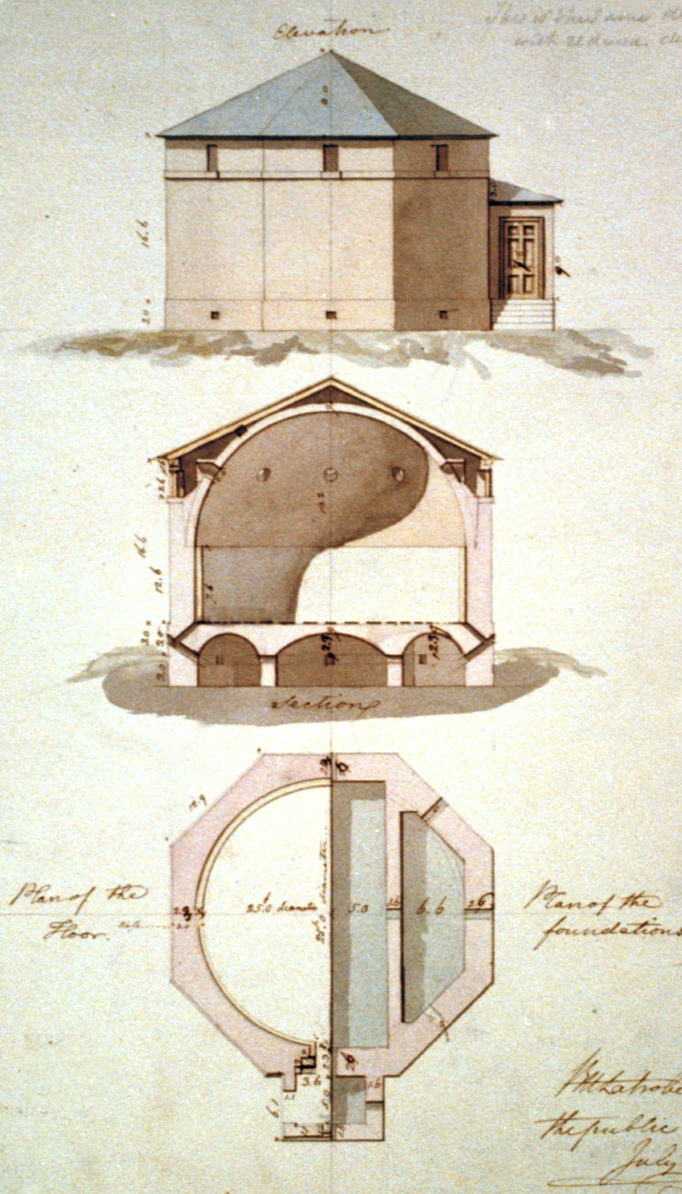
Desenho de 1809 por Benjamin Henry Latrobe mostrando a elevação, seção transversal e planta de um paiol de pólvora.

A história dos paióis de pólvora foi marcada por inúmeros acidentes:
- A explosão do paiol de pólvora em Delft, Holanda, causando a morte de cerca de cem habitantes e destruído alguns bairros da cidade (12 de outubro de 1654)
- A explosão do paiol de pólvora em Grenelle perto de Paris, matando mil pessoas (setembro de 1794)
- A explosão do paiol de pólvora na Ile du Ramier' em Toulouse (1840)[2]
- A explosão do paiol das 18 pontes em Lille (1916)
- A explosão do paiol de pólvora n° 4 no Vallée du Las em Toulon (21 de agosto de 1944)

Para evitar esses riscos, os paióis de pólvora foram construídos de acordo com certas regras: dimensões restritas, muitas vezes cavados no solo, paredes de pedra muito grossas e tetos abobadados, ou lauses cobertos com terra. As próprias paredes às vezes são reforçadas no exterior com um aterro. Os longos corredores em arco que levam aos depósitos podem ser usados em caso de explosão como uma "câmara de descompressão" que, teoricamente, mitigará a potência da explosão. As brechas estreitas permitem a ventilação para evitar o excesso de umidade, que é prejudicial à pólvora. Para evitar faíscas, as peças metálicas não são de ferro, mas de bronze ou estanho. Finalmente, mais tarde preferiram construir pequenas unidades separadas umas das outras, para que a eventual explosão de uma não provoque a explosão das outras. As paredes ainda eram muito grossas, mas os tetos são leves, de modo que os efeitos de uma possível explosão são direcionados para cima, não para os lados.
Segue uma lista da localização dos principais paióis de pólvora por país.

## Austrália
- Jack's Magazine
- North Arm Powder Magazine
- Dry Creek explosives depot

## Canadá

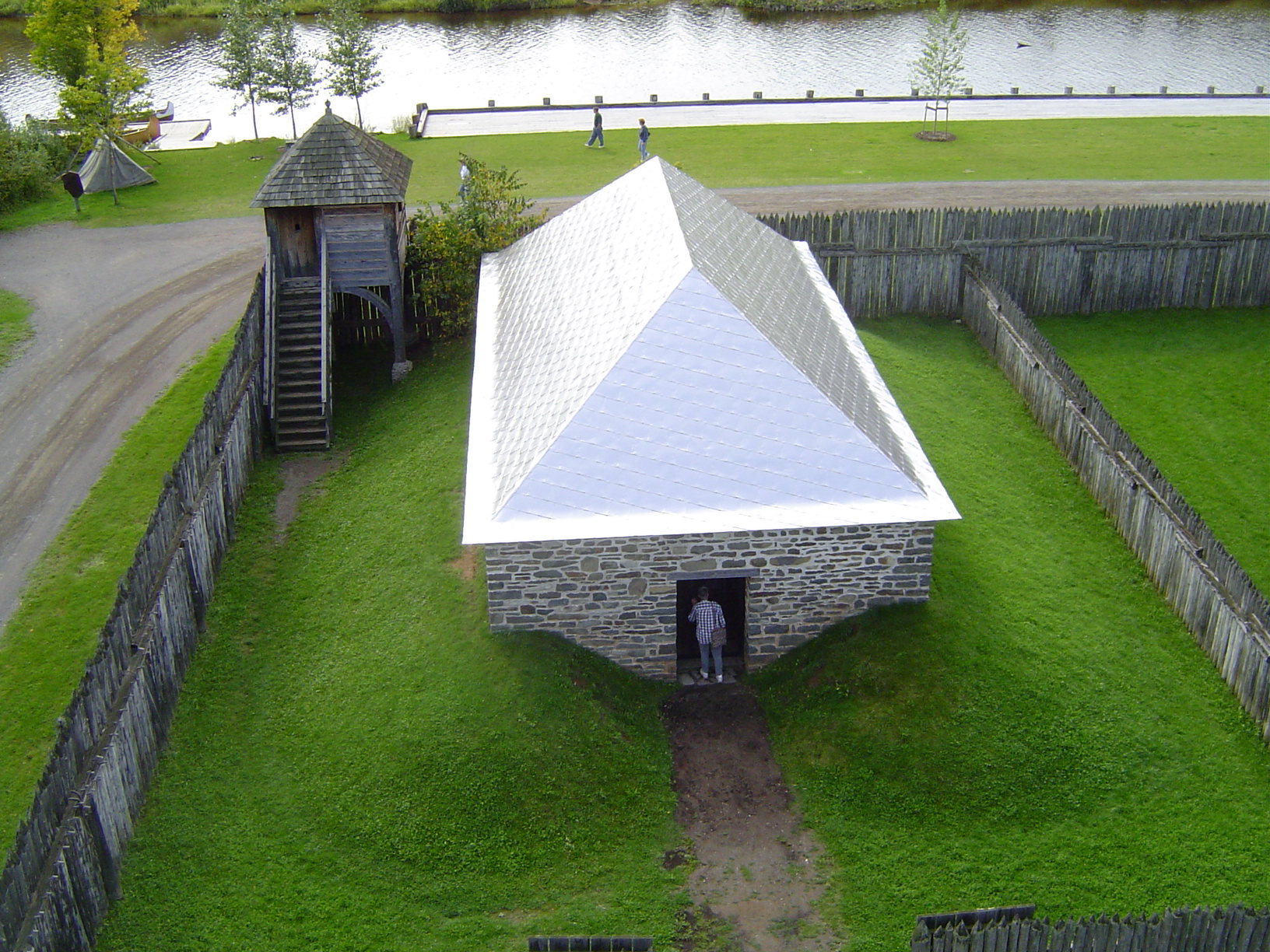
Paiol de pólvora de Fort William.

- Citadel Hill (Fort George)
- Citadelle de Québec
- Fort Lennox
- Fort William Historical Park

## Holanda
Ainda existem três paióis de pólvora na Holanda:
- Um dem Delft
- Outro em 's-Hertogenbosch
- E o Fort Wierickerschans

## Irlanda
- Ballincollig Royal Gunpowder Mills[4]
- Camden Fort Meagher em Cork Harbour[5]

## Malta

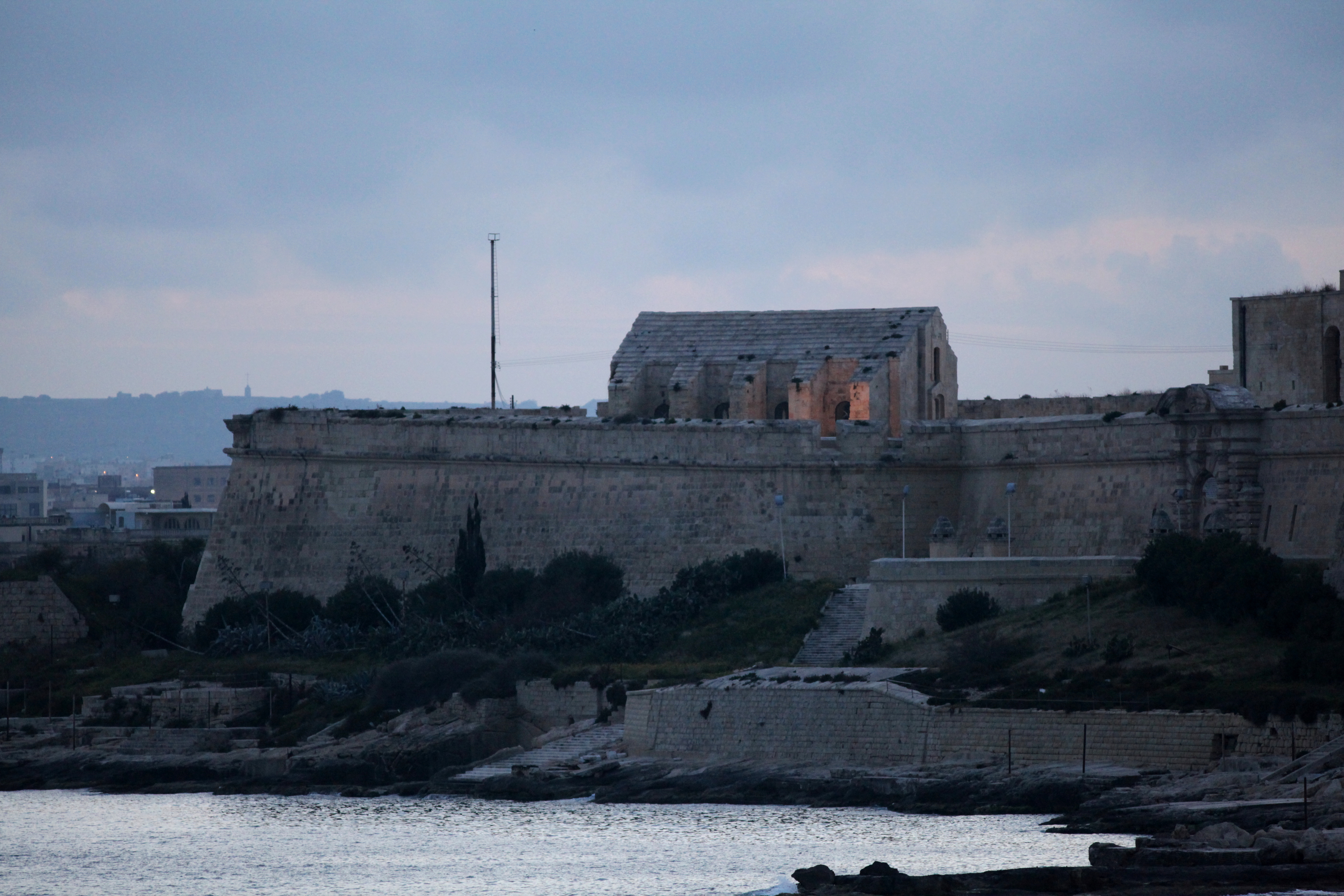
Paiol de pólvora de Fort Manoel.

Foram vários os paióis de pólvora construídos ao longo dos anos.
- Cittadella, ilha de Gozo
- Fort St. Angelo
- Mdina
- Fort Manoel
- Fort Saint Elmo
- Corradino Lines
- Fort Chambray
- Cottonera Lines
- Fort Ricasoli
- Saint Agatha's Tower
- Reduto Ximenes (reduto)
- Tal-Borg Battery
- Fort Tas-Silġ
- Fort Campbell

## Singapura
- Fort Canning
- Fort Serapong
- Fort Connaught
- Mount Imbiah Battery
- Fort Sentosa
- Fort Tanjong Katong

## Reino Unido

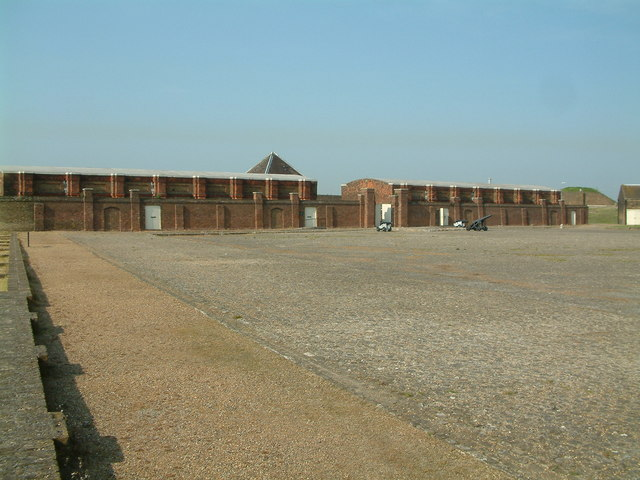
Dois paióis de pólvora de Tilbury Fort.

Foram vários os paióis de pólvora construídos ao longo dos anos.
- Torre de Londres[8]
- Greenwich Palace[9]
- Castelo de Edimburgo
- Royal Gunpowder Mills[10]
- Royal Ordnance Factory
- Palmerston Forts
- Torre Branca
- HMS Talbot (1824) (atracado em Beckton no rio Tâmisa)
- Tilbury Fort
- New Tavern Fort
- HMNB Devonport[11]
- Royal Citadel, Plymouth
- Royal Naval Armaments Depot[12]
- Square Tower[13]
- Priddy's Hard[14][15][16]
- Upnor Castle[17][18]
- Chattenden and Lodge Hill Military Camps[19]
- Weedon Bec (ordnance depot)[17]
- Dumbarton Castle[20]
- Fort George[21]

## Estados Unidos
- Camp Parapet

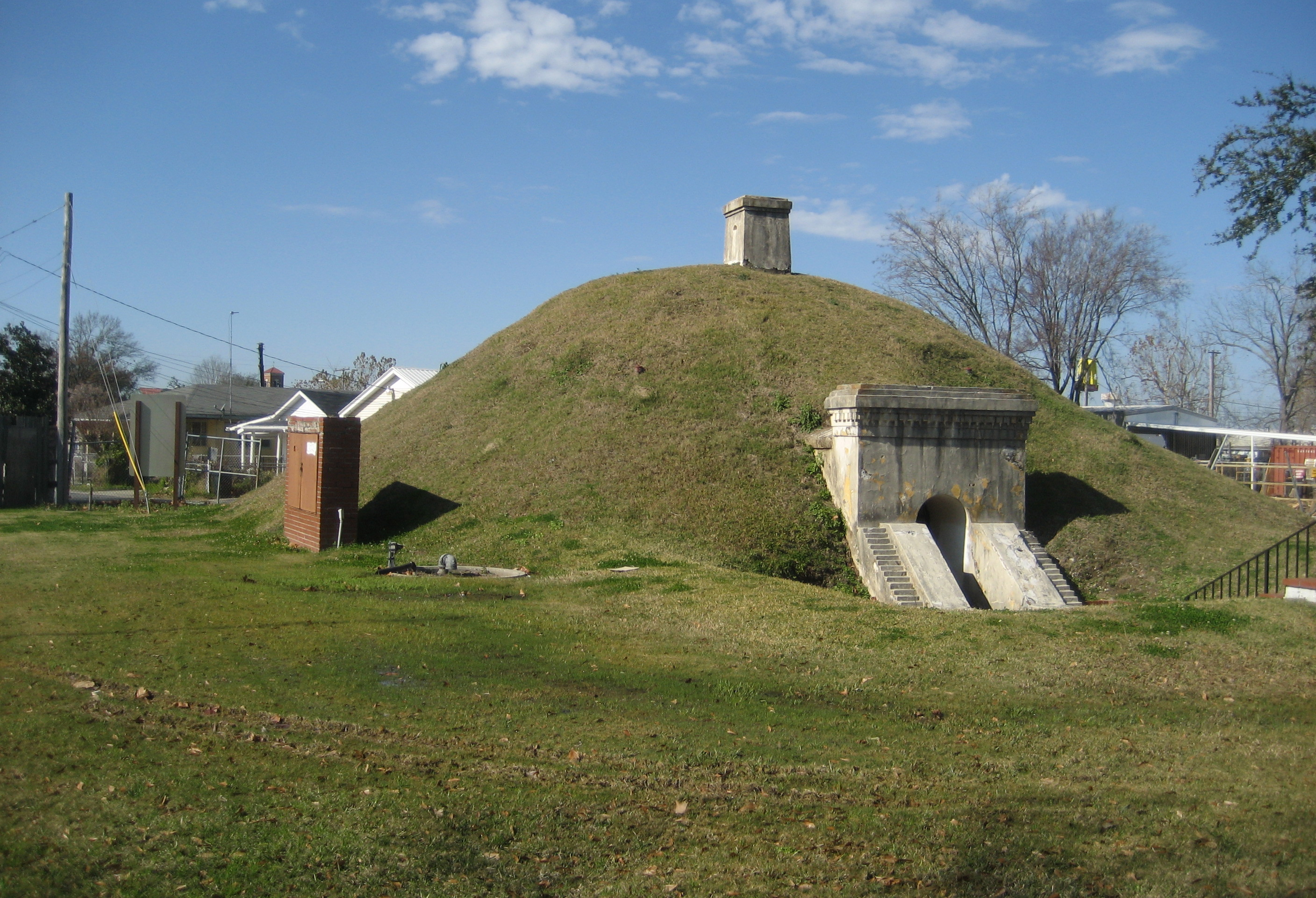
Paiol de pólvora de Camp Parapet.

- Powder House Square (Old Powder House)
- Hessian Powder Magazine
- Powder Magazine (Charleston, Carolina do Sul)
- Jefferson Ordnance Magazine
- Fort Richardson
- Fort Point